# Lollio
Lollio est une commune rurale située dans le département de Founzan de la province de Tuy dans la région des Hauts-Bassins au Burkina Faso.

## Géographie
Lollio se trouve à 4 km au sud-ouest de Founzan.

## Santé et éducation
Le centre de soins le plus proche de Lollio est le centre de santé et de promotion sociale (CSPS) de Founzan.